# 巴润别立镇
巴润别立镇，是中华人民共和国内蒙古自治区阿拉善盟阿拉善左旗下辖的一个乡镇级行政单位。

## 行政区划
巴润别立镇下辖以下地区：
腰坝社区、巴彦扎木社区、图日根嘎查、塔塔水嘎查、白石头嘎查、巴彦宝格德嘎查、科泊那木格嘎查、铁木日乌德嘎查、沙日霍德嘎查、岗格嘎查、阿拉腾塔拉嘎查、孟根塔拉嘎查、上海嘎查和巴彦朝格图嘎查。